# Cassidae
Famille
Les Cassidae sont une famille de mollusques de la classe des gastéropodes et de l'ordre des Littorinimorpha.
Elle a été créée en 1825 par Pierre André Latreille (1762-1833).
Ce sont des mollusques carnivores, équipés d'une pique venimeuse et de nombreuses espèces sont spécialisées dans la prédation d'oursins. 

## Liste des genres
Selon World Register of Marine Species (4 novembre 2018) :
- genre Casmaria H. Adams & A. Adams, 1853
- genre Cassis Scopoli, 1771
- genre Cypraecassis Stutchbury, 1837
- genre Dalium Dall, 1889
- genre Echinophoria Sacco, 1890
- genre Eucorys Beu, 2008
- genre Galeodea Link, 1807
- genre Haydenia Gabb, 1864 †
- genre Microsconsia Beu, 2008
- genre Oocorys P. Fischer, 1884
- genre Phalium Link, 1807
- genre Sconsia Gray, 1847
- genre Semicassis Mörch, 1852

## Galerie

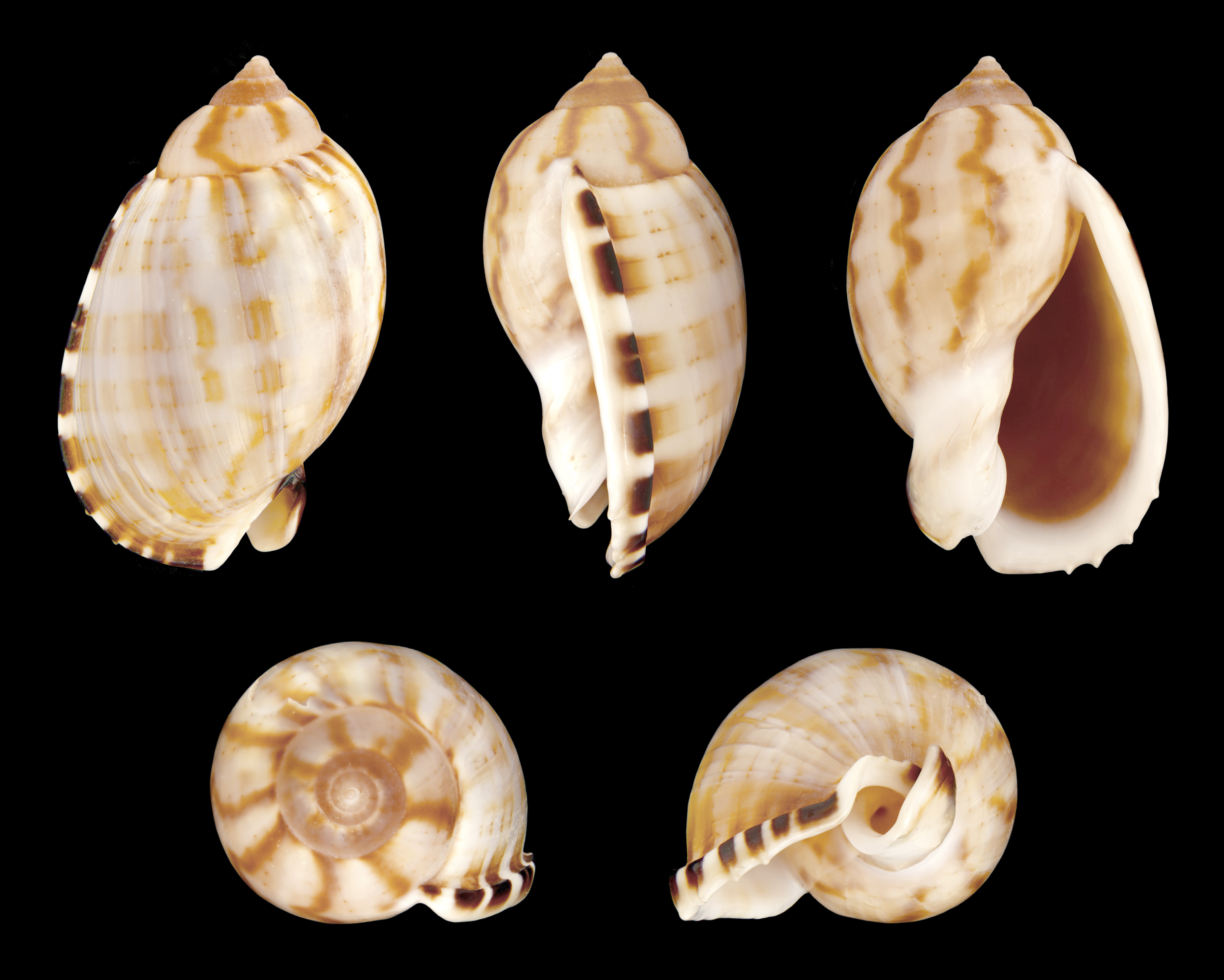
Casmaria erinaceus
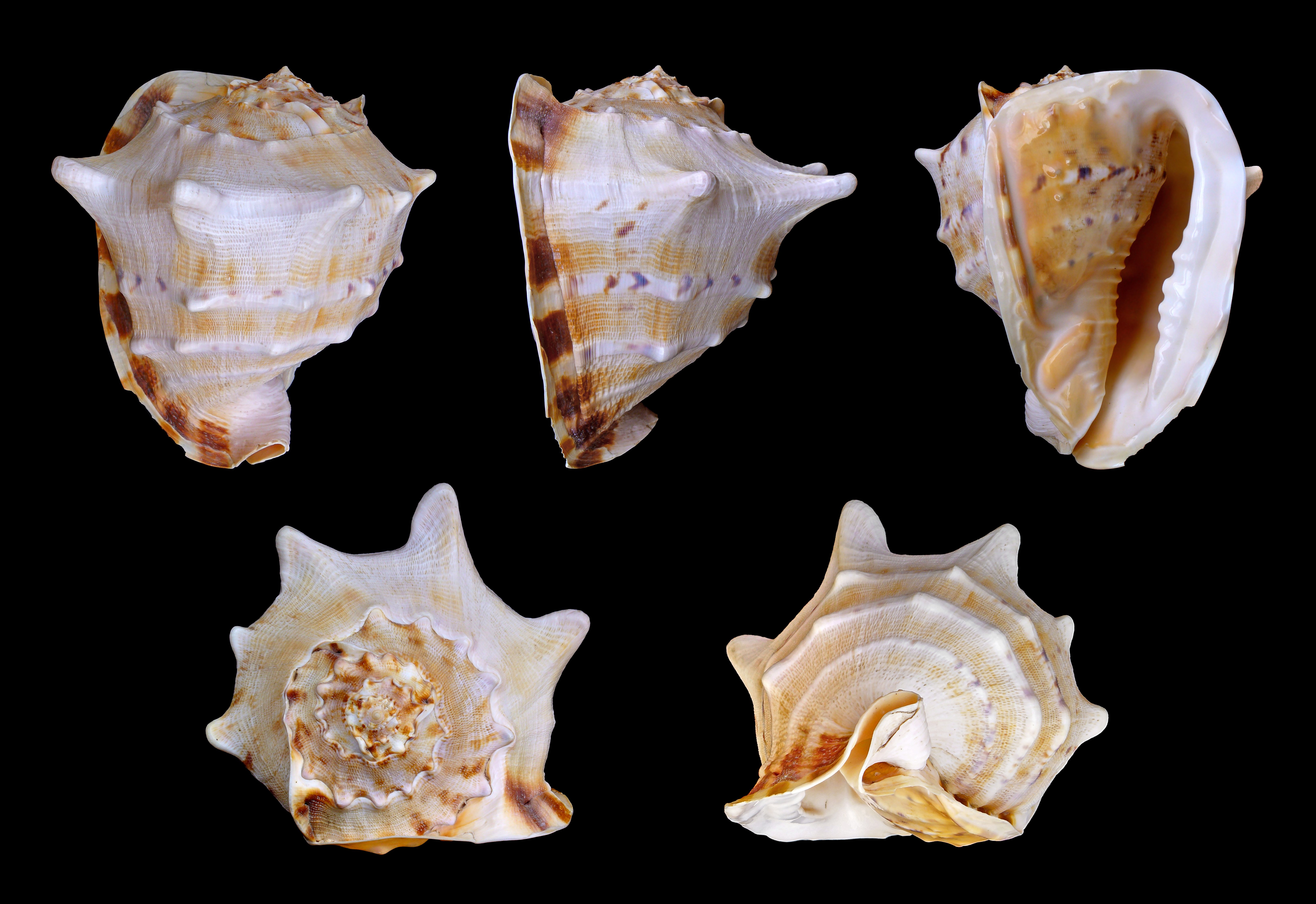
Cassis cornuta
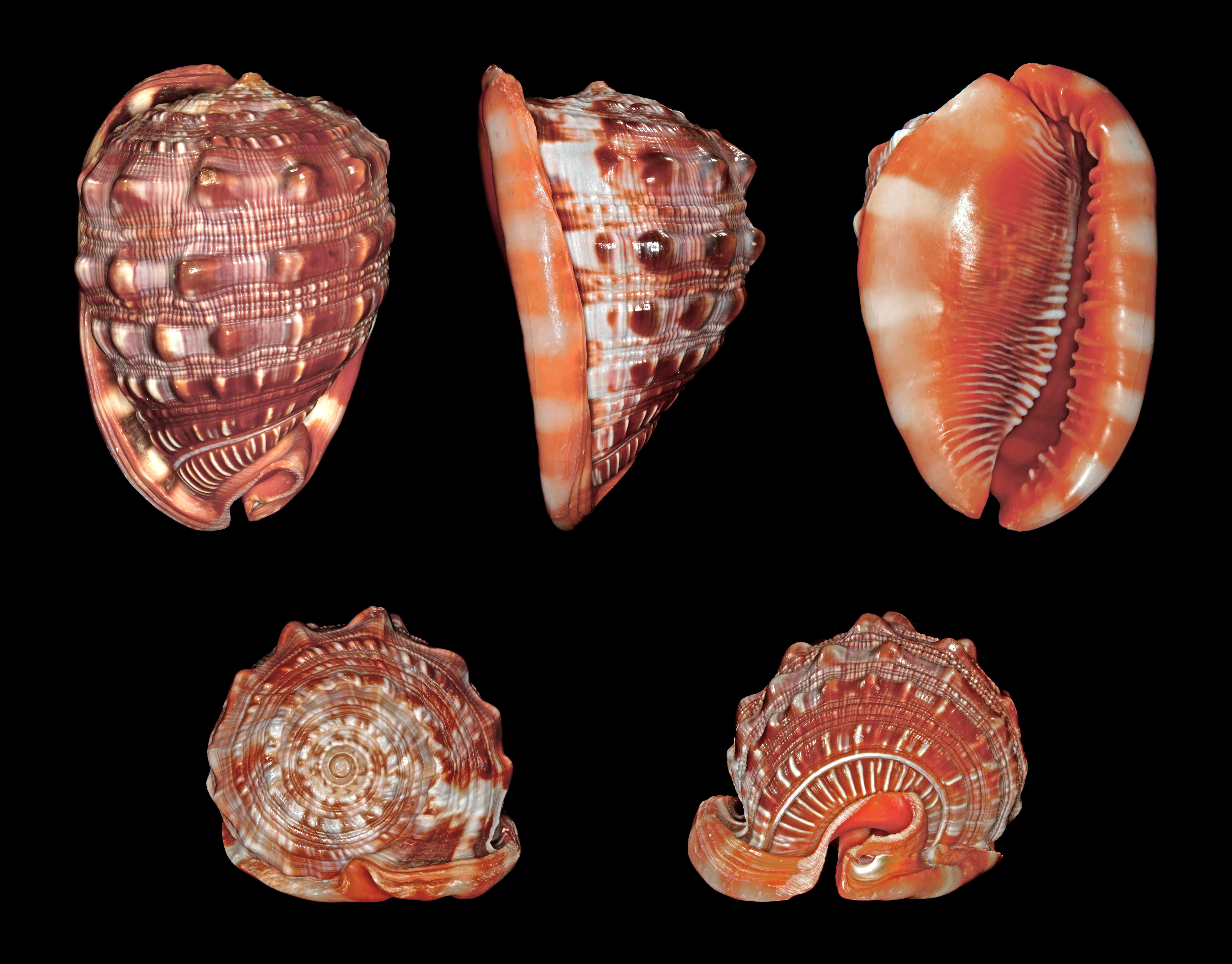
Cypraecassis rufa
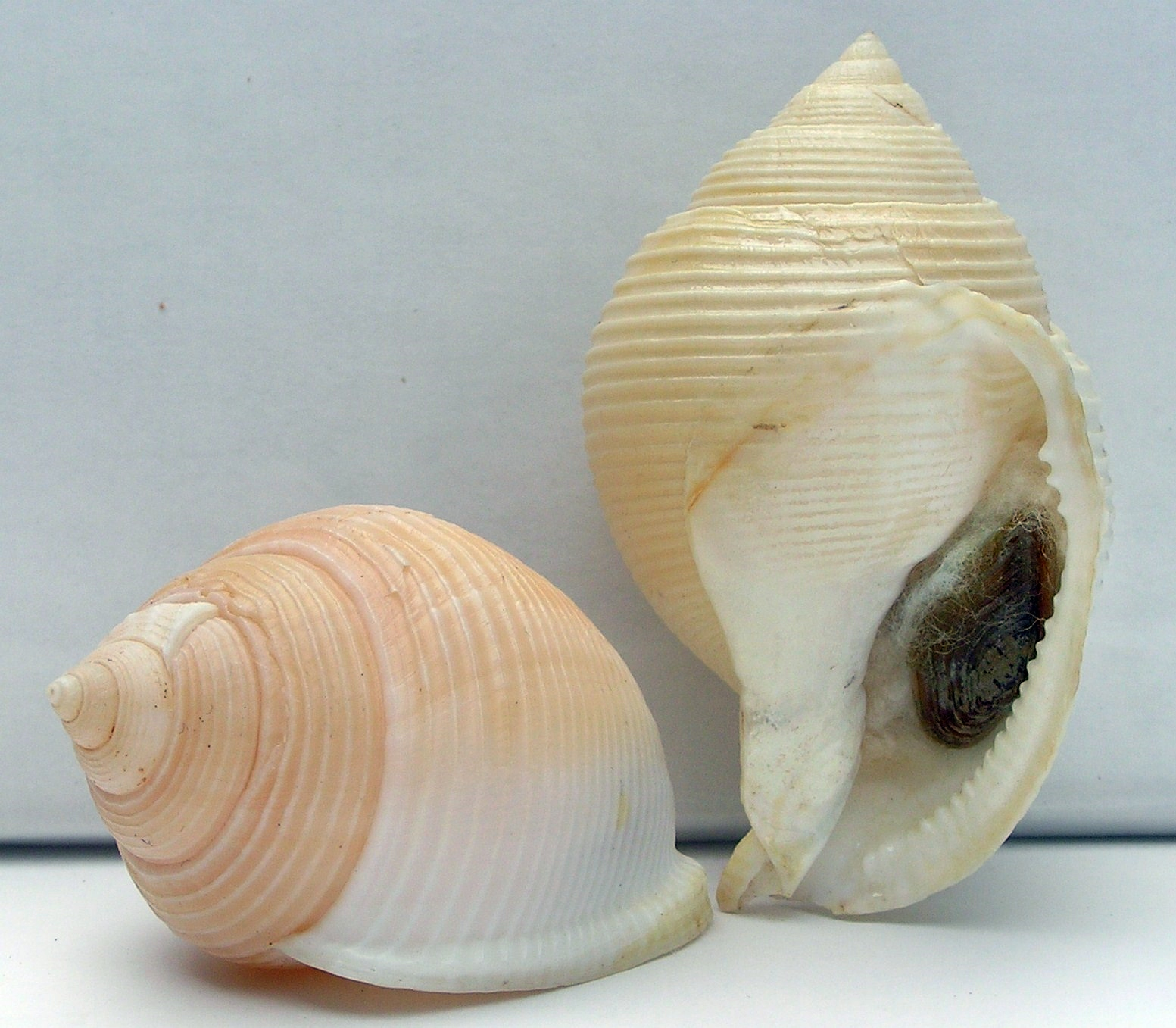
Galeodea rugosa
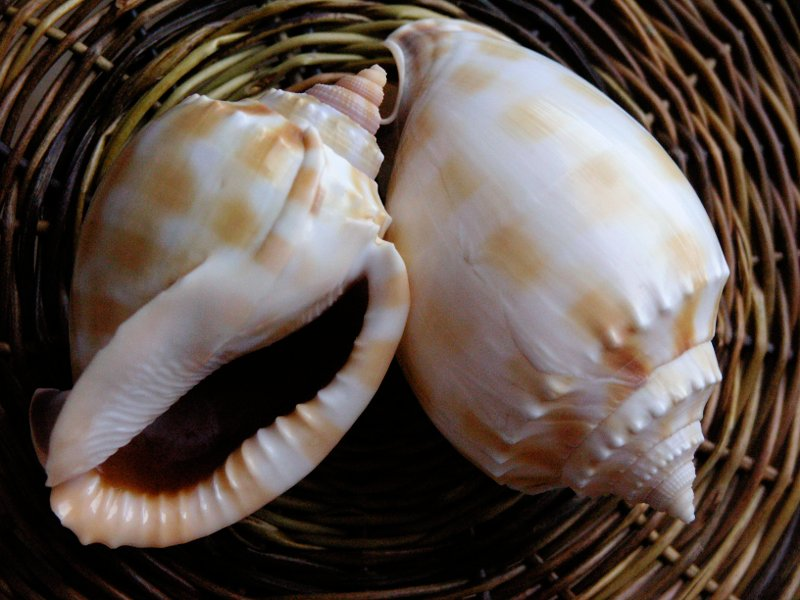
Phalium bandatum
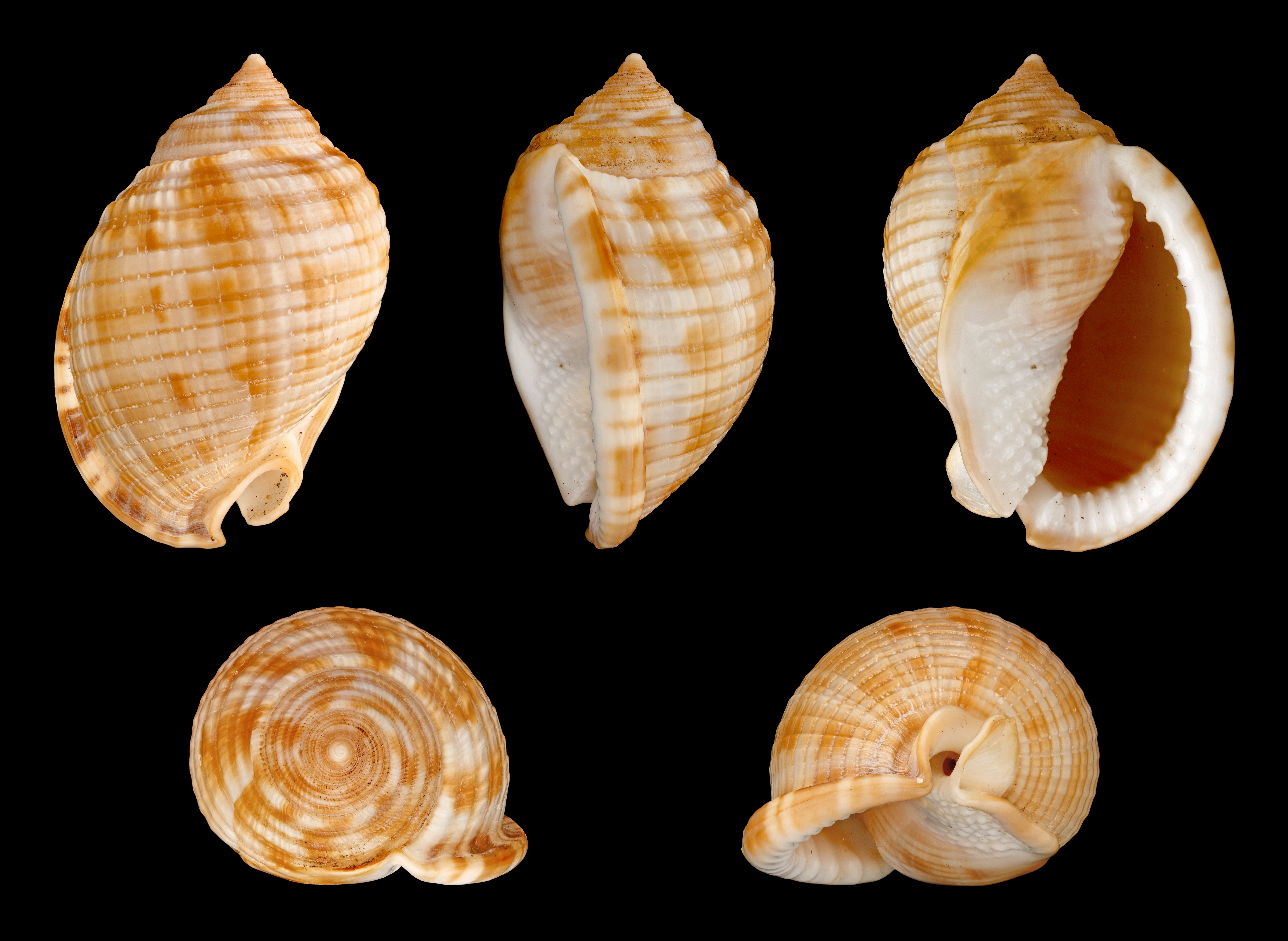
Semicassis granulata